# Arxiu Coordinat de Dades de Ciències de l'Espai de la NASA
L'Arxiu Coordinat de Dades de Ciències de l'Espai de la NASA, NSSDC (en anglès, NASA Space Science Data Coordinated Archive; anteriorment National Space Science Data Center) és un Department de la NASA, concretament de la Divisió d'Heliofísica. Va ser creat per arxivar dades científiques de les missions espacials de la NASA. El NSSDC està localitzat al Goddard Space Flight Center en  Greenbelt, Maryland (Estats Units). El NSSDC subministra accés lliure a les dades de la NASA tant per a la investigació com per al públic en general.
Les dades emmagatzemades són tant dades científiques sense processar, com imatges.
El NSSDC manté la base de dades del International Designator per a tots els artefactes llançats a l'espai i per a tots els satèl·lits en òrbita a nivell mundial. Aquesta informació, juntament amb informació addicional sobre cada un dels satèl·lits està disponible a la base de dades d'accés públic Màster Catalog.